# حمام دردشت
این بنا که به حمام بازارچه (حمام آقامومن) معروف است، درمحله دردشت و نزدیک مسجد آقانور واقع شده‌است و در زمان سلطنت شاه صفی و شاه عباس دوم، توسط آقامومن بنا گردید.
این حمام در زمینی به مساحت ۷۶۰ متر مربع ساخته شده‌است. حمام از لحاظ معماری در بردارنده ورودی و بخش‌های مربوط به رخت کن حمام، فضاهای مرتبط با آن و گرمخانه و فضاهای جانبی است. ورودی اصلی حمام در جهت شمال و از سمت بازار می‌باشد. سردر حمام تقریباً ساده و تنها با تزئینات آجری مزین شده‌است. رخت کن حمام به شکل هشت ضلعی و به وسیله پوششهای تاق و گنبد با تزئینات رسمی‌بندی(کاربندی) مسقف شده‌است و در رأس گنبدها نورگیرهای شیشه‌دار (گلجام) تعبیه شده‌است.
آب مصرفی آن از چاه تأمین می‌گردید و کمی پایین‌تر از سطح زمین ساخته شده‌است و از نظر اکسیژن و بهداشت کمبود نداشت. سیستم گرمایش حمام در بردارنده، انبار سوخت، دیگ گرمابه، گودال جمع‌آوری خاکستر، دودکش‌ها و کانال‌های انتقال گرما به زیر گرمخانه است. حمام دارای دو دودکش بوه است، یکی مستقیماً دود را به بالا انتقال می‌داد و دیگری بعد از گذراندن دود از کانال‌های گربه رو زیر حمام جهت گرم کردن فضای داخلی حمام از طریق دودکش اصلی خارج می‌شود. دودکش اولی تنها در هنگام روشن شدن حمام که دود زیادی داشت مورد استفاده قرار می‌گرفت و وقتی آتش کاملاً شعله‌ور می‌شود بسته و از دودکش دیگر استفاده می‌شود حمام به‌طور کلی از چهار قسمت تشکیل می‌شود:
راهرو یا پله‌های ورودی
-محوطه سربینه
-میان در
-فضای گرمخانه